# Choricotyle prionoti
Choricotyle prionoti är en plattmaskart. Choricotyle prionoti ingår i släktet Choricotyle och familjen Diclidophoridae. Inga underarter finns listade i Catalogue of Life.